# 1862 en mathématiques
Cet article présente les faits marquants de l'année 1862 en mathématiques.

## Naissances

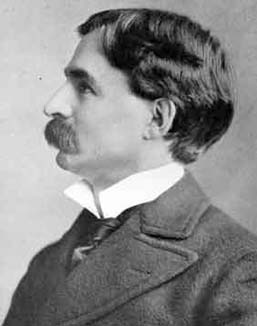
Eliakim Hastings Moore

- 23 janvier : David Hilbert (mort en 1943), mathématicien allemand.
- 26 janvier : Eliakim Hastings Moore (mort en 1932), mathématicien américain.
- 11 février : Francis Sowerby Macaulay (mort en 1937), mathématicien britannique.
- 19 mars : Adolf Kneser (mort en 1930), mathématicien allemand.
- 23 mars : Eduard Study (mort en 1930), mathématicien allemand.
- 25 mars : Maurice d'Ocagne (mort en 1938), mathématicien français.
- 20 avril : Louis Fabry (mort en 1939), astronome et mathématicien français.
- 15 mai : Cassius Jackson Keyser (mort en 1947), mathématicien américain.
- 19 mai : Gino Loria (mort en 1954), mathématicien italien.
- 1er août : Hermann Brunn (mort en 1939), mathématicien allemand.
- 12 août : Jules Richard (mort en 1956), mathématicien français.
- 28 août : Roberto Marcolongo (mort en 1943), mathématicien et physicien italien.
- 24 septembre : Winifred Edgerton Merrill (morte en 1951), mathématicienne américaine.
- septembre : Margaret Meyer (morte en 1924), mathématicienne britannique.
- 1er octobre : Marie-Henri Andoyer  (mort en 1929), astronome et mathématicien français.

## Décès
- 1er janvier : Mikhaïl Ostrogradski (né en 1801), physicien et mathématicien russe.
- 3 février : Jean-Baptiste Biot (né en 1774), physicien, astronome et mathématicien français.
- 1er mars : Peter Barlow (né en 1776), mathématicien et physicien britannique.
- 22 mars : Joseph-Alphonse Adhémar (né en 1797), mathématicien français.
- 6 mai : Olry Terquem (né en 1782), mathématicien français.
- Shiraishi Nagatada (né en 1796), mathématicien japonais.